# Wolfgang Marzin

Wolfgang Marzin

Wolfgang Marzin (* 7. Oktober 1963 in München) ist seit dem 1. Februar 2010 Mitglied und seit dem 1. April 2010 Vorsitzender der Geschäftsführung der Messe Frankfurt GmbH. Damit trat er die Nachfolge von Michael von Zitzewitz an. Zuvor (2004–2009) war Marzin Vorsitzender der Geschäftsführung der Leipziger Messe.

## Leben und Wirken
Bei dem Logistikkonzern Schenker AG absolvierte Marzin zunächst eine Ausbildung zum Speditionskaufmann. Es folgte ein Studium der Betriebswirtschaftslehre (1984–1987) mit der Fachrichtung Außenhandel. 1990 begann er seine Berufslaufbahn als Projektleiter von Auslandsmessen beim Internationalen Messe- und Ausstellungsdienst München, wechselte 1991 als Projektgruppenleiter zur Messe München und nach weiteren sechs Jahren zur Messe Düsseldorf. Dort übernahm er die Leitung der Tochtergesellschaft in den USA. 2001 übernahm Marzin Führungsaufgaben bei der „Gesellschaft für Handwerksmessen“ (GHM), zunächst als stellvertretender Geschäftsführer, ab Januar 2002 als Vorsitzender der Geschäftsführung.